# Magyarország bombázása a második világháborúban

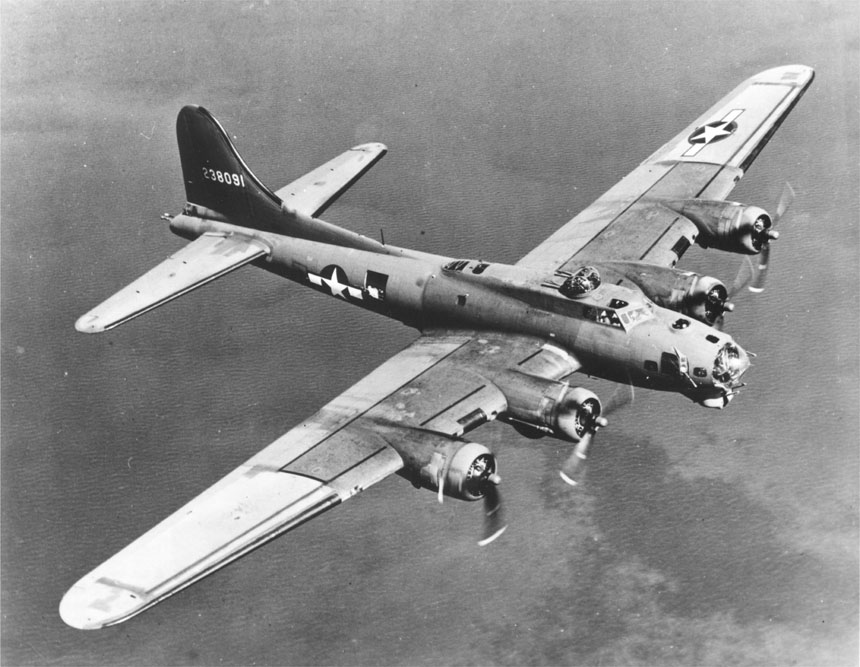
B–17 Flying Fortress

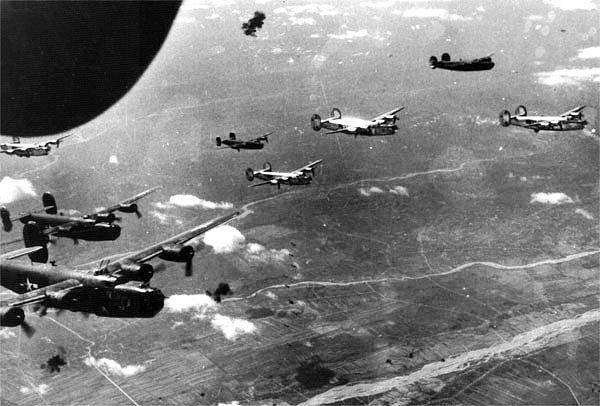
B–24 Liberatorok harci alakzatban Olaszország felett

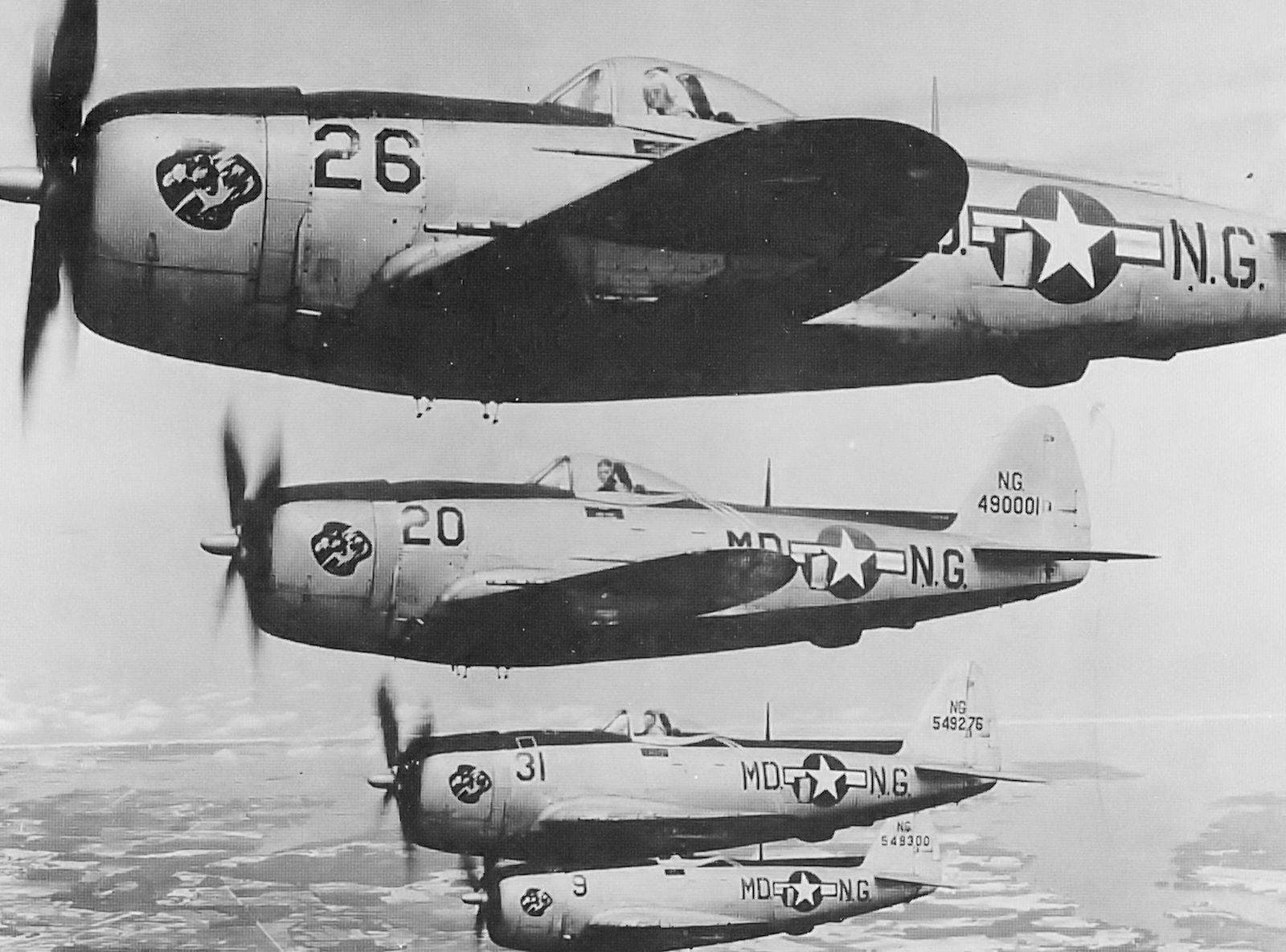
P–47 Thunderbolt vadászgépek kötelékben

Magyarország stratégiai jellegű bombázása a második világháborúban a magyarországi harci cselekmények egyik legfontosabb része volt, súlyos veszteségeket okozott emberéletben és gazdaságilag egyaránt.

## Előzmények
Budapesten a második világháborúban az első légiriadó 1941. április 6-án 18 óra 01 perckor hangzott el és 18 óra 40 percig tartott, ez az esemény kapta a magyar légoltalom nyilvántartásában az 1. sorszámot. Miután Németország megtámadta Jugoszláviát, és a német csapatok már átvonulóban voltak Magyarországon, a jugoszláv légierő három Bristol Blenheim bombázója Graz felé repülve megközelítette a fővárost. Másnap a 8. jugoszláv bombázó ezred 12 Blenheim gépe bombázta Pécs, Szeged repülőtereit, egyes magyarországi vasúti célokat és megközelítette Kolozsvárt.
A Szovjetunió elleni német támadás után, 1941. június 26-án a Budapest-Rahó-Kőrösmező között közlekedő gyorsvonatot Tiszaborkút magasságában, néhány kilométerre a szovjet határtól, három szovjet vadászgép géppuskázta. A szemtanúk szerint I–16-os „Rata" típusú gépek voltak a támadók. Valamivel később szintén három, egyelőre nem azonosított bombázó Kassára dobott bombákat. 1942. szeptember 4-éről 5-ére, majd 9-éről 10-ére virradó éjszaka érte Budapestet az első légitámadás; szovjet távolsági bombázó gépek támadták a fővárost.
Ezeknek a légi incidenseknek a jelentősége azonban eltörpül az 1944-es tömeges, nagyrészt az amerikai légierő által végrehajtott stratégiai bombázásokhoz képest. A szovjet hadászati légierő a háborúban nem játszott jelentős szerepet. A harcászati légierő tevékenysége viszont szorosan kapcsolódott a szárazföldi csapatok harcához. A szovjet hadműveleti bombázó kötelékek – főleg a kölcsönbérleti szerződés keretében szállított amerikai gyártmányú közepes bombázó gépek – csak 1944. szeptember közepétől kapcsolódtak be nagy erejű éjszakai bombatámadásaikkal a magyarországi célok rombolásába. A meghatározó légi támadó erő azonban mindvégig az amerikai hadászati légierő maradt.

## Története
A Magyarország és az Egyesült Államok közötti formális hadiállapot beállta után, 1942 őszén az amerikai hírszerzés, az Office of Strategic Services (OSS), a CIA elődje megkezdte a bombázandó magyarországi célok azonosítását. Az első céllista 54 objektumot tartalmazott, a vasúti közlekedés (rendező pályaudvarok, pályaudvarok, vasúti csomópontok, vasúti hidak, járműjavítók stb.), repülőterek, a hadiipar területéről. 1943 nyarán és kora őszén  a szövetségesek intenzív légi felderítést folytattak adataik pontosítása érdekében. A nagy sebességű brit Mosqito felderítő repülőgépek szinte akadálytalanul fényképeztek a magyar légtérben.
A magyarországi célpontok jelentőségét a szövetséges vezérkarok egyik 1943. november 21-i jelentése mutatja, amely szerint „Budapest a legfontosabb vasúti csomópont a német határtól keletre. A Romániába irányuló német utánpótlási vonal Budapesten megy keresztül”. Magyarországon haladt át a szovjet front déli szakaszára, illetve a Balkánra irányuló német katonai szállítmányok túlnyomó többsége, illetve az ellenkező, nyugati irányban a nélkülözhetetlen román kőolaj Németországba.
A magyar hadvezetés igyekezett kiépíteni a légvédelmet a főváros és az iparilag és közlekedésileg legfontosabb városok körül. 1943 decemberében 156 darab olyan légvédelmi löveg volt rendszerben, amely képes volt elérni az 5-7 ezer méteres magasságban repülő amerikai bombázó kötelékeket. Összehasonlításképpen sokat mondó, hogy a kőolajtermelése miatt fontos Ploiești–Bukarest térséget mintegy ezer korszerű német löveg védte. A magyar légvédelmi rendszer rendelkezett még egy viszonylag jól működő és korszerű lokátorrendszerrel is, amit 1944-ben összekapcsoltak a német rendszerrel. Volt még három magyar vadászrepülő-század, amelyeket 1944 májusában 101. Puma vadászrepülő osztály néven Heppes Aladár parancsnoksága alatt összevontak. Ez az egység 1944 februárjáig főleg MÁVAG Héja vadászgépeket, majd Messerschmitt Bf 109-eseket használt. A „Puma” kötelék hősiesen harcolt, de nem volt esélye a sokszoros amerikai túlerővel szemben. A magyar-német egységes légvédelmi rendszert — a budapesti Szikla Légvédelmi Központba (a Gellért-hegy Villányi úti oldalában) települt összekötő csoportján keresztül (parancsnok Ernst Düllberg) – a Bécs melletti Cobenzlben települt német 8. vadászrepülő osztály (Jagdgeschwader 8, JG 8) parancsnoka, Nadrick ezredes irányította.

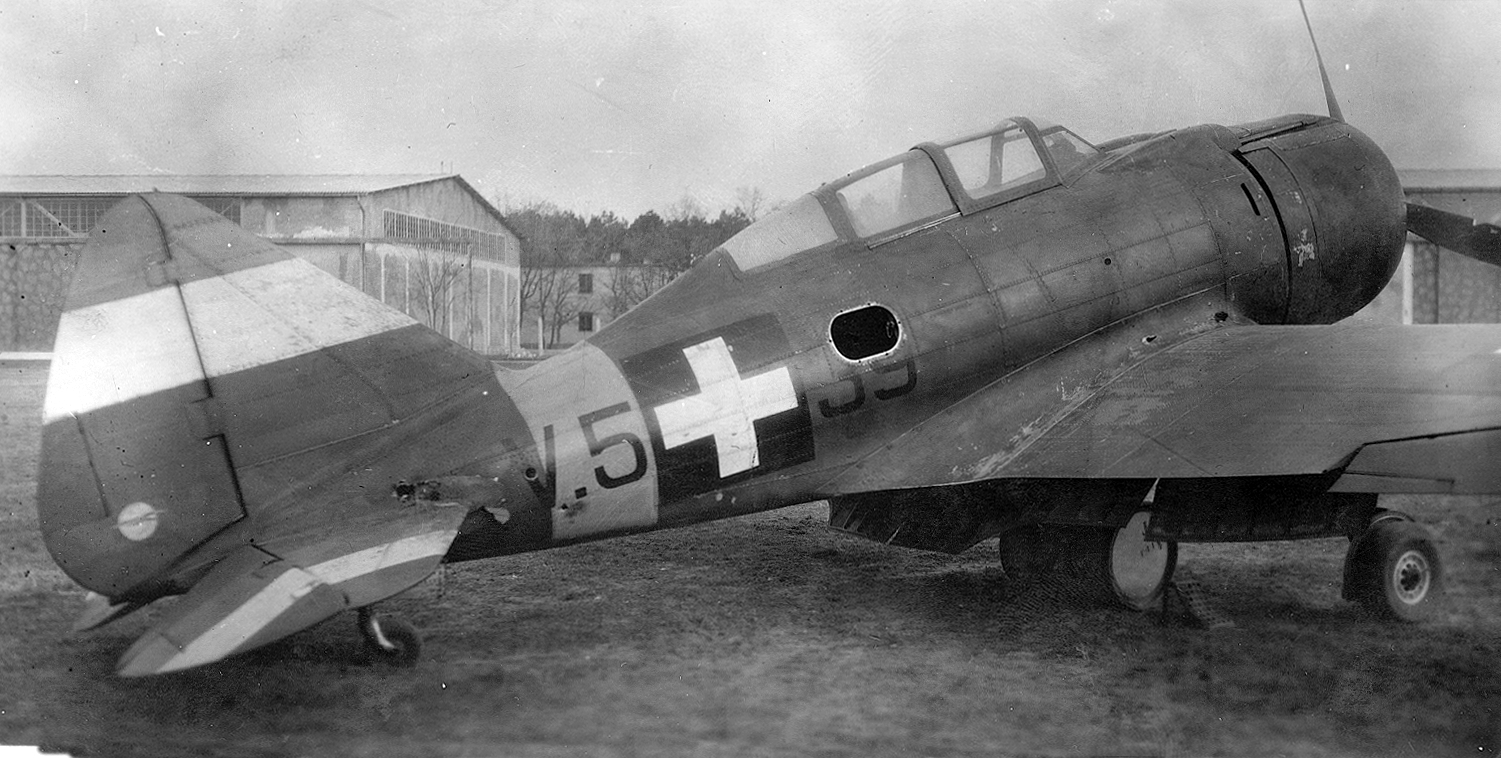
Légiharcban megsérült MÁVAG Héja magyar vadászgép

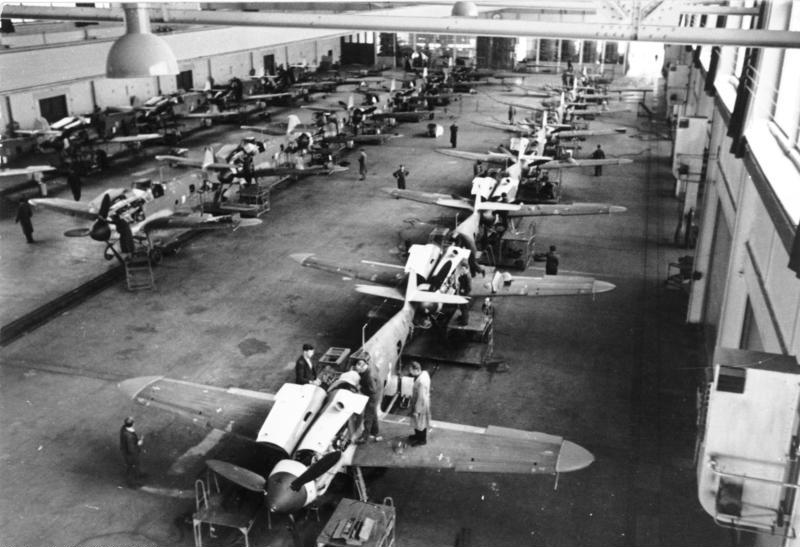
Messerschmitt Bf 109 gépek a gyártósoron

Az amerikai gazdaság háborús átállítása, a légierő kiépítése és a szövetségesek olaszországi partraszállása 1944 elejére megteremtették a Magyarország elleni légitámadások lehetőségeit. Elkészültek a dél-olaszországi repülőterek, ahonnan az amerikai nehézbombázók képesek voltak elérni a magyarországi célpontokat.  Február második felében az amerikaiak leállították az előkészületeket, mivel tudomásukra jutott, hogy a németek készülnek megszállni Magyarországot és várták a magyar kormány reagálását. Mivel a megszállás nem ütközött ellenállásba, és 1944. április 3-án sor került az első tömeges bombatámadásra, amit aztán a háború végéig sok száz úgynevezett szőnyegbombázás követett. Az egyik tipikusnak tekinthető támadás során, 1944. április 13-án az amerikai légierő 535 nehézbombázója szállt fel a budapesti és győri repülőterek, repülőgépgyárak, valamint a bródi vasúti csomópont bombázására. Bosznia-Hercegovina felett vették fel a szorosan zárt harcrendet. Egy amerikai nehézbombázóban 10–12 darab 12,7 mm-es nehézgéppuska volt, így a szoros támadó kötelékek szinte áthatolhatatlan tűzfüggönyt tudtak maguk köré vonni az őket támadó magyar és német vadászgépek ellen. Végül április 13-án a légi harcokban és a légvédelmi ágyúk tüzében az amerikaiak Magyarország légterében, saját jelentéseik szerint, 4 db B–17 Flying Fortresst, 8 db B–24 Liberatort és 2 db P–47 Thunderbolt vadászgépet vesztettek.
A bombatámadások nagyon súlyos károkat okoztak a célnak egyébként ki nem jelölt közeli könnyű- és élelmiszeripari létesítményekben is. Április 13-án például a győri Magyar Waggon és Gépgyár (amely ekkoriban Messerschmitt Bf 109-eseket gyártott) mellett 36 darab 500 fontos rombolóbomba találta el a Dermata cipőgyárat, ami az országos kapacitás 17 százalékát adta, és számos más üzemet. Óriási volt a halálos áldozatok száma is, 1944. június 2-án például a Frantic hadművelet fedőnevű légi hadművelet nyomán, amelynek célja Debrecen, Szolnok, Szeged, Miskolc, Nagyvárad, Kolozsvár vasúti pályaudvarainak, berendezéseinek rombolása és a magyarországi átmenő forgalom megbénítása volt, 2387 magyar és 174 német halálos áldozatot jegyeztek fel. A bombázások stratégiai célját, az országon átmenő forgalom teljes leállítását azonban nem sikerült elérni, mivel kerülő útvonalak megmaradtak. Néhány nap alatt pedig a bombázott pályaudvarokon is lehetővé tették a forgalom újraindítását.
A Duna magyarországi szakaszán levő nyolc vasúti hídból kettőt, a Tisza tíz vasúti hídjából ugyancsak kettőt romboltak le a bombázások. A magyarországi repülőgépgyárakat: a Horthy-ligeti Dunai Repülőgépgyár Rt-t (Szigethalom, ez akkor az ország egyik legkorszerűbb üzeme volt), a csepeli Weiss Manfréd Repülőgép-motorgyárat, a győri Magyar Waggon és Gépgyárat súlyosan megrongálták, de a repülőgép-gyártást mégis sikerült fenntartani egészen 1944 őszéig. Összesen 539 db Bf 109 G-4, G-6, G-14 típusú vadászgépet, a Dunai Rt pedig még 272 db Messerschmitt Me 210 Ca-l-es gyorsbombázót gyártottak. Hasonló volt a helyzet a bombázások többi stratégiai célpontja esetében is; a termelés jelentősen visszaesett, de nem szűnt meg teljesen. A magyar hadiipar termelését csak a szovjet hadsereg magyarországi előretörése állította le.
Az 1946. évi magyar statisztikai adatok szerint a mai Magyarország 3122 helysége közül 1024-et ért bombatámadás. A lakosság becsült vesztesége pedig mintegy 20 ezer fő volt.  (Németország embervesztesége a bombázásokban 635 ezer fő, Ausztriáé 40 ezer fő körül volt.)

## További információ
- Oláh András Pál: Budapest bombázása a II. világháborúban. Újkor.hu, 2019. április 3. (Hozzáférés: 2021. május 12.)